# Arabión
Arabión fue un rey de Numidia. Hijo de Masinisa II, después de la victoria de Cayo Julio César en Tapso entre Boco II, rey de Mauritania, y Publio Sitio, aventurero romano. En el 45 a. C. combate en la batalla de Munda. Después del asesinato de César se involucró en las guerras que se desataron en África con el caos consecuente. Logra apoderarse de Cabilia y expulsar a los soldados de Boco, pero fracasa en el asedio de Cirta.
Mientras tanto, los gobernadores de África estaban enfrentados entre sí: Quinto Corfinio de África Vetus y Tito Sexto de África Nova.  En el 43 a. C. se funda el Segundo Triunvirato y Sexto, un cesariano, se une a Arabión y vence a Corfinio. En el 41 a. C. el legado de Octavio, Cayo Fuficio Fango interviene. Ayudado por Boco y los habitantes de Cirta, vencen a Arabión, que muere ese mismo año.